# Eleazar Eduardo García Sánchez
Eleazar Eduardo García Sánchez, (Pachuca, Hidalgo; 29 de julio de 1973) es un político mexicano miembro del Partido Revolucionario Institucional (PRI), expresidente municipal de Pachuca de Soto.

## Biografía
Nació en la ciudad de Pachuca, el 29 de julio de 1973. Es Ingeniero Industrial y de Sistemas, Invitado por el Instituto Tecnológico y de Estudios Superiores de Monterrey como catedrático, prestó sus servicios a lo largo de 3 años, obteniendo un reconocimiento al mejor profesor del año.

## Carrera política
En 2010 asumió la Presidencia de la Confederación Patronal de la República Mexicana COPARMEX en Hidalgo. Renunció a la presidencia estatal de esta confederación el 5 de mayo de 2011. 

### Presidente municipal de Pachuca

#### Elecciones
El 3 de julio de 2011 se llevaron a cabo las elecciones estatales de Hidalgo donde fueron elegidos los 84 Presidentes Municipales del estado, en Pachuca el candidato de la coalición Juntos por Hidalgo (PRI, PVEM, Nueva Alianza), Eleazar García resultó elegido presidente municipal; de acuerdo al Programa de Resultados Electorales Preliminares (PREP) emitidos por el Instituto Estatal Electoral de Hidalgo (IEEH) obtuvo el 47.8% de los votos.
La candidata de oposición Gloria Romero, de la coalición Hidalgo nos Une (PAN, PRD) que obtuvo el 44.2%, impugno por el margen aproximado de 3% de diferencia, por excesos en los gastos de campaña y por despliegue indebido de propaganda. El Tribunal Electoral del Poder Judicial de la Federación (TEPJF) resolvió la impugnación, y validó el triunfo de la coalición Hidalgo nos Une. Tomó posesión del cargo el 16 de enero de 2012.

#### Gestión
Se puso en marcha una nueva estrategia de movilidad: Bici Capital. El Bioparque de Convivencia Pachuca, renunció a su calidad de zoológico para convertirse en la 1ª Unidad de Rescate, Rehabilitación y Reubicación de Fauna Silvestre, Exótica y Endémica de México y la segunda en Latinoamérica.
Se construyeron 2 nuevos desayunadores y 5 nuevos espacios de alimentación, en los que se entregó anualmente más de un millón quinientos mil raciones de desayunos fríos y calientes, a niñas y niños de Pachuca en situación vulnerable.
Durante su gestión se puso en marcha el programa Frecuencia Ciudadana, otorgando un radio a cada uno de los Presidentes de los Consejos Ciudadanos de Colaboración Municipal, con el objetivo de establecer canales de comunicación directa entre el ciudadano y el C2 Municipal. Pachuca se convirtió en el único municipio en Hidalgo en contar con un Centro de Control y Comando (C2 Municipal) certificado bajo la Norma ISO 9001:2015 equipado con alta tecnología que hoy monitorea a través de cámaras de video vigilancia puntos estratégicos y todos los accesos a la ciudad.

#### Controversias
Durante su gestión, Pachuca fue el segundo municipio a escala nacional con mayor número de violaciones según la ONG "Seguridad, justicia y paz" durante 2013, en tanto que para la publicación internacional Forbes, en base al Instituto Nacional de Estadística y Geografía, Pachuca ostentó el primer lugar nacional en violaciones así como en lesiones, no considerados estos como delitos de alto impacto pero que colocaron a la capital hidalguense como uno de los municipios más inseguros del país.
Se implementó el Programa de Seguridad, Movilidad y Ordenamiento Vial (MoviParq), que contempla la gestión de espacios de estacionamiento en la vía pública por medio de la colocación de parquímetros en zonas de importante conflicto vehicular, causando descontento de la población.